# Europäischer Bürgerrechtspreis der Sinti und Roma

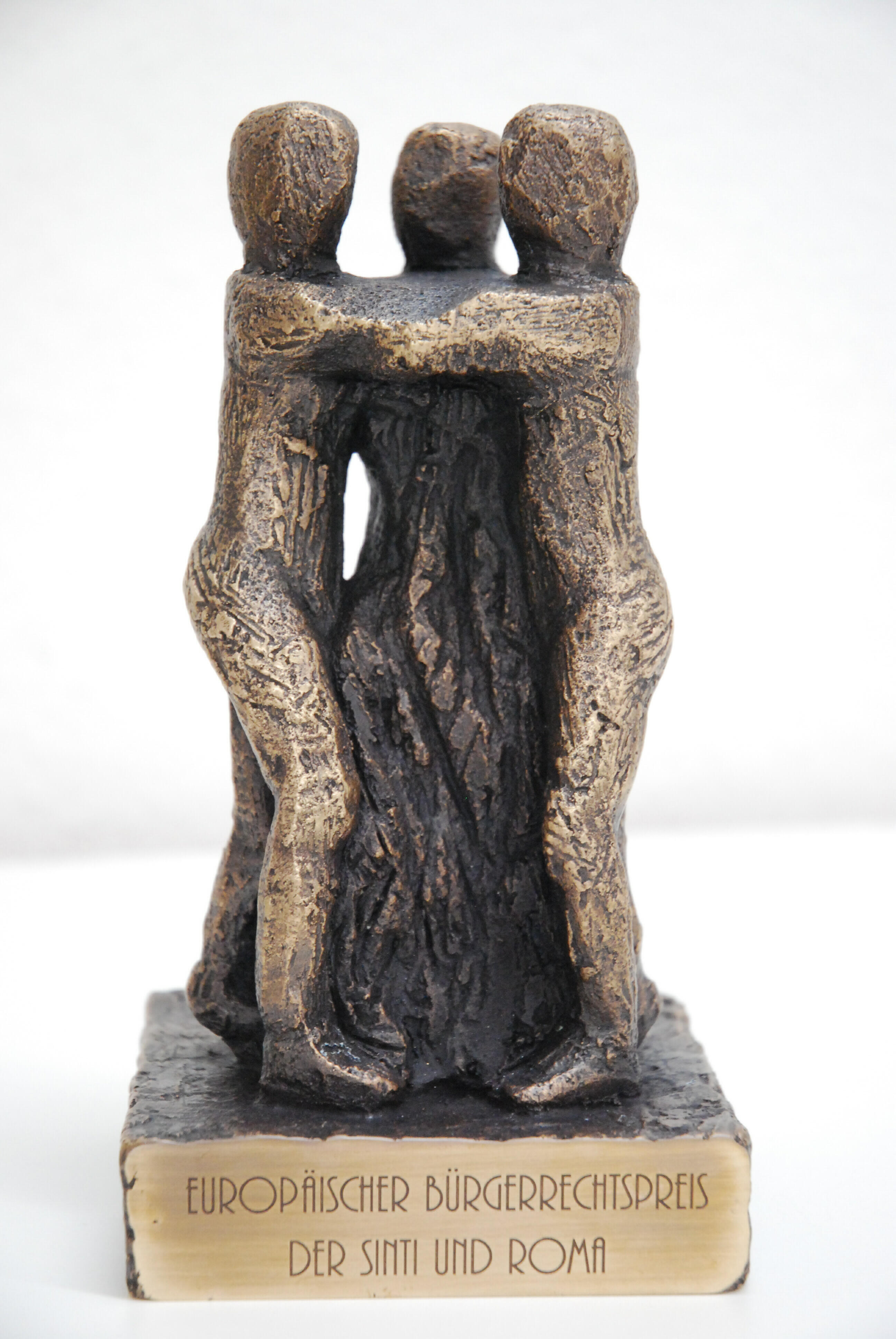
Kleinplastik: Europäischer Bürgerrechtspreis der Sinti und Roma

Der Europäische Bürgerrechtspreis der Sinti und Roma wurde am 7. November 2007 in Heidelberg vom Zentralrat Deutscher Sinti und Roma, dem Dokumentations- und Kulturzentrum Deutscher Sinti und Roma und der Manfred Lautenschläger-Stiftung begründet. Der mit 15.000 Euro dotierte, internationale Preis wird von der Manfred Lautenschläger-Stiftung gestiftet. Die Verleihung erfolgt im Zweijahresturnus, die erstmalige Vergabe erfolgte im Dezember 2008.

## Intention des Preises
Vor dem Hintergrund der äußerst besorgniserregenden Menschenrechtssituation der Sinti und Roma in vielen europäischen Staaten soll der Europäische Bürgerrechtspreis der Sinti und Roma einen Beitrag zur Wahrung und Durchsetzung der Bürgerrechte und der Chancengleichheit für die Angehörigen der Minderheit in ihren jeweiligen europäischen Heimatländern leisten. Der Preis ist gleichzeitig ein Signal an politisch verantwortliche Stellen, Medien und gesellschaftliche Gruppen, gegen tief verwurzelte Klischees und Vorurteilsstrukturen vorzugehen, um die alltägliche Ausgrenzung der Minderheit zu überwinden.

## Vergabekriterien
Ausgezeichnet werden Einzelpersonen, Gruppen oder Institutionen, die sich in vorbildlicher Weise für die Verbesserung der Menschenrechtssituation der Sinti und Roma eingesetzt haben. Dazu zählen öffentliches, politisches und mediales Engagement für Gleichberechtigung und Chancengleichheit der Minderheit sowie aktives Eintreten gegen diskriminierende Praktiken und gegen alle Formen der Ausgrenzung, Benachteiligung und Stigmatisierung der Minderheit innerhalb der europäischen Gemeinschaft.

## Vergabeverfahren
Die Entscheidung über die Preisträger trifft eine internationale Jury. Ständige Mitglieder der „Jury zur Vergabe des Europäischen Bürgerrechtspreises der Sinti und Roma“ sind der Vorsitzende des Zentralrats Deutscher Sinti und Roma und der Vorsitzende der Manfred Lautenschläger-Stiftung, diese entscheiden auch über die Zusammensetzung des auf vier Jahre berufenen Gremiums. Jedes Mitglied der Jury kann Preisträger nominieren, die Wahl erfolgt auf Mehrheitsbeschluss. Eine wiederholte Verleihung des Europäischen Bürgerrechtspreises der Sinti und Roma an dieselbe Einzelperson, Gruppe oder Institution ist ausgeschlossen.

## Die Mitglieder der Jury zur Vergabe des Europäischen Bürgerrechtspreises der Sinti und Roma
(Stand 2010)

### Jury-Vorsitz
- Romani Rose (Vorsitzender des Zentralrates und des Dokumentations- und Kulturzentrum Deutscher Sinti und Roma, Heidelberg)
- Manfred Lautenschläger (Vorsitzender der Manfred Lautenschläger-Stiftung, Gründer der MLP AG)

### Jury-Mitglieder
- Anastasia Crickley (UN-Komitee gegen Rassendiskriminierung)
- Thorbjørn Jagland (Generalsekretär des Europarates)
- Roman Kwiatkowski (Direktoriumsvorsitzender des Roma-Verbandes, Polen)
- László Teleki (Vorsitzender des Interministeriellen Komitees für Roma-Angelegenheiten, Ungarn)
- Erwin Teufel (ehemaliger Ministerpräsident des Landes Baden-Württemberg)
- Johan Weisz (niederländischer Unternehmer)
- Mirjam Karoly (Leiterin der Kontaktstelle für Roma- und Sinti-Fragen beim OSZE Büro für Demokratische Institutionen und Menschenrechte (BDIMR))

## Preisträger und Preisträgerinnen
| Jahr | Name                   | Funktion                                                                       |
| ---- | ---------------------- | ------------------------------------------------------------------------------ |
| 2008 | Wladyslaw Bartoszewski | Staatssekretär und außenpolitischer Berater des polnischen Ministerpräsidenten |
| 2010 | Simone Veil            | Ehemalige Präsidentin des Europäischen Parlaments                              |
| 2012 | Thomas Hammarberg      | Menschenrechtskommissar des Europarats                                         |
| 2014 | Tilman Zülch           | Mitgründer und Präsident der Gesellschaft für bedrohte Völker                  |
| 2016 | Amnesty International  | Sonderpreis ging an Eszter Hajdú, ungarische Filmregisseurin                   |
| 2019 | Andrej Kiska           | vierter Präsident der Slowakei (2014–2019)                                     |
| 2021 | Angela Merkel          | Bundeskanzlerin der Bundesrepublik Deutschland                                 |